# Marita Koch
Marita Koch Meier (Wismar, 18 febbraio 1957) è un'ex velocista tedesca orientale, campionessa olimpica dei 400 metri piani a Mosca 1980 e tre volte campionessa europea della specialità.
Durante la propria carriera ha raccolto un notevole numero di record mondiali: 16 all'aperto, così come 14 negli eventi indoor; è inoltre l'attuale primatista mondiale dei 400 metri piani con il tempo di 47"60, stabilito il 6 ottobre 1985 a Canberra.
Per i suoi meriti sportivi, nel 2014 è stata inserita nella IAAF Hall of Fame.

## Biografia

### Carriera

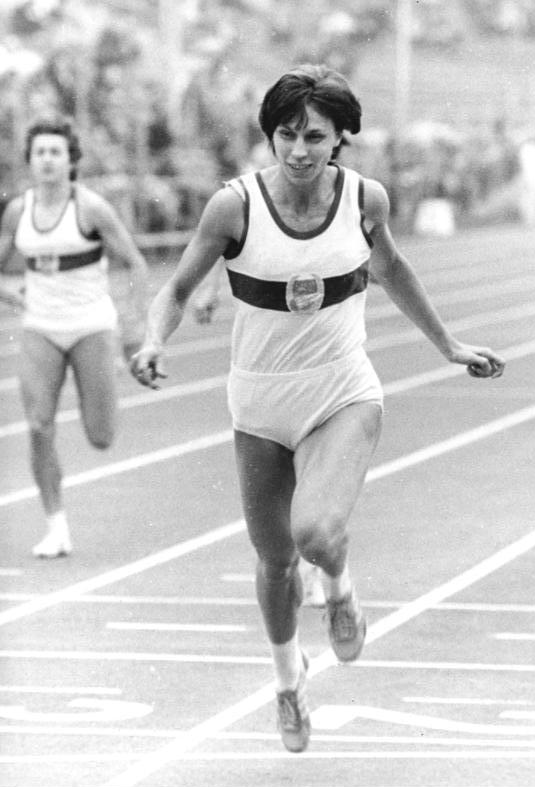
Koch a Karl-Marx-Stadt mentre realizza il record del mondo sui 200 piani

Alle Olimpiadi estive del 1976 a Montréal, Koch, considerata tra le favorite per una medaglia, si dovette ritirare dopo le batterie dei quarti di finale a causa di un infortunio.
Koch stabilì il suo primo record mondiale nel 1977 a Milano, correndo i 400 metri indoor in 51"8. L'anno successivo ottenne il suo primo record outdoor nei 400 metri in 49"19, superando poi questo tempo con altri due primati mondiali nel giro di un mese.
Nel 1979 Marita Koch divenne la prima donna a correre 200 metri in meno di 22 secondi. Il suo tempo di 21"71, fissato a Karl Marx Stadt, rimase il record mondiale per nove anni.
Giunta come favorita nella sua specialitá dei 400 metri piani, alle Olimpiadi di Mosca del 1980 vinse la medaglia d'oro oltre a una medaglia d'argento nella staffetta 4×400 metri.
Tre settimane prima dei Giochi olimpici del 1984 uguagliò il suo record personale concludendo i 200 m in 21"71 a Potsdam; il boicottaggio della Germania Est purtroppo le impedì di competere nei giochi di Los Angeles.
La tedesca detiene l'attuale record mondiale nei 400 metri con 47"60, tempo considerato lontano dalla portata anche delle migliori atlete attuali ed ottenuto il 6 ottobre 1985 al Bruce Stadium di Canberra, Australia.
Marita Koch, grazie alle proprie abilità in fase di partenza, vinse molte gare anche nei 50 e 60 metri indoor, stabilendo inoltre diversi record tra il 1980 e il 1985.
Come membro della staffetta della Germania Est, aggiunse nel proprio palmarès ulteriori primati mondiali. Insieme a Marlies Göhr, segnarono i nuovi record mondiali nella 4×100 metri nel 1979 e nel 1983. Nei Giochi olimpici di Mosca 1980, Koch fece parte della squadra che vinse l'argento nella 4×400 metri. Lo stesso team segnò i record mondiali sulla stessa distanza nel 1980, 1982 e 1984.
Koch vinse anche il Campionato europeo nei 400 metri nel 1978, 1982 e 1986 prima di ritirarsi nel 1987, consacrandosi come uno degli atleti di maggior successo della Germania.

### Caso doping
Le prestazioni di Marita Koch, unitamente a molte altre atlete della Germania Est autrici di risultati straordinari, hanno suscitato un notevole sospetto. Nel 1991 Werner Franke, uno dei massimi studiosi mondiali di problematiche relative al doping, insieme alla moglie Brigitte Berendonk, mise le mani su una serie di documenti che si trovavano all'Accademia Medico-Militare di Bad Saarow, basandosi sui quali ricostruì la pratica, organizzata dallo stato, della sistematica somministrazione di doping a numerosi atleti dell'ex-DDR. Tra di loro spiccava il nome di Marita Koch. Se si dà credito a questi documenti, le sarebbero stati somministrati alti dosaggi di Oral Turinabol (uno steroide anabolizzante), tra il 1981 ed il 1984. Marita Koch ha però sempre negato di aver preso prodotti dopanti di qualsiasi tipo.

## Record nazionali

### Seniores
Record nazionali tedeschi
- 50 metri piani indoor: 6"11 ( Grenoble, 2 febbraio 1980)
- 60 metri piani indoor: 7"04 ( Senftenberg, 16 febbraio 1985)
- 200 metri piani: 21"71 ( Karl-Marx-Stadt, 10 giugno 1979 -  Potsdam, 21 luglio 1984)
- 400 metri piani: 47"60 ( Canberra, 6 ottobre 1985)
- Staffetta 4×400 metri: 3'15"92 ( Erfurt, 3 giugno 1984) (Gesine Walther, Sabine Busch, Dagmar Neubauer, Marita Koch)

## Progressione

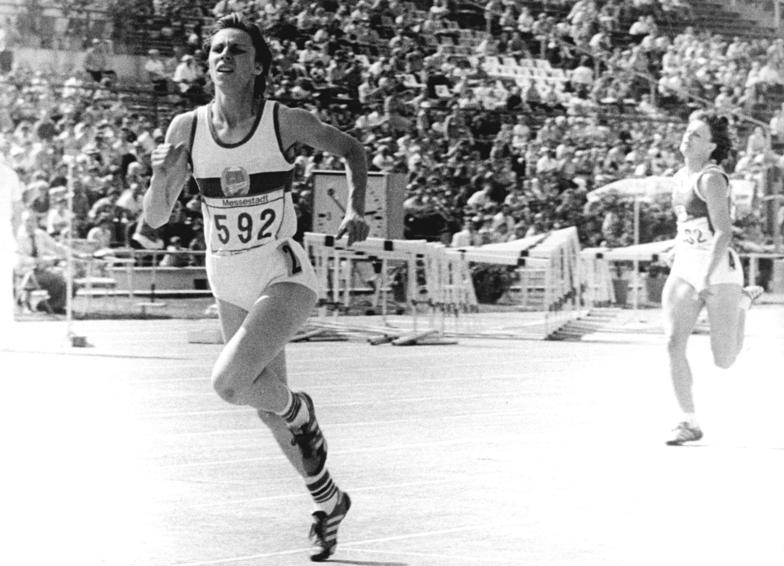
Marita Koch (a sinistra), 2 luglio 1978.

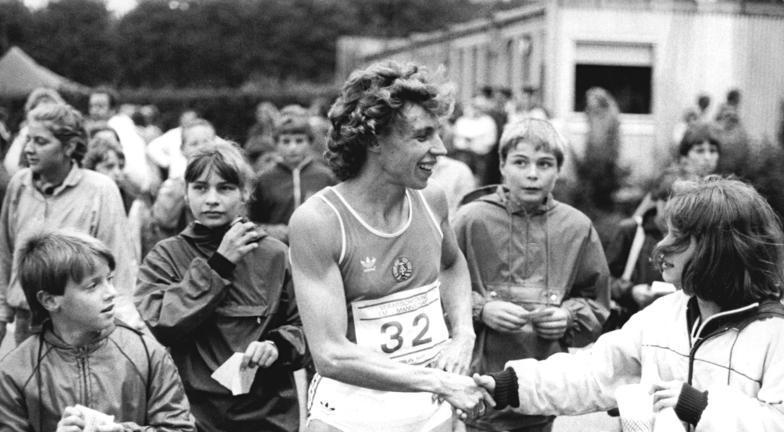
Marita Koch a Berlino, 21 agosto 1986.

### 200 metri piani
| Stagione | Tempo | Luogo           | Data      | Rank. Mond. |
| -------- | ----- | --------------- | --------- | ----------- |
| 1985     | 21"78 | Lipsia          | 11-8-1985 | 1ª          |
| 1984     | 21"71 | Potsdam         | 21-7-1984 | 1ª          |
| 1983     | 21"82 | Karl-Marx-Stadt | 18-6-1983 | 1ª          |
| 1982     | 21"76 | Dresda          | 3-7-1982  | 1ª          |
| 1979     | 21"71 | Karl-Marx-Stadt | 10-6-1979 | 1ª          |
| 1978     | 22"06 | Erfurt          | 28-5-1978 | 1ª          |
| 1976     | 22"70 | Halle           | 16-5-1976 | 7ª          |

### 400 metri piani
| Stagione | Tempo | Luogo     | Data      | Rank. Mond. |
| -------- | ----- | --------- | --------- | ----------- |
| 1986     | 48"22 | Stoccarda | 28-8-1986 | 1ª          |
| 1985     | 47"60 | Canberra  | 6-10-1985 | 1ª          |
| 1984     | 48"16 | Praga     | 16-8-1984 | 1ª          |
| 1982     | 48"16 | Atene     | 8-9-1982  | 1ª          |
| 1981     | 49"27 | Roma      | 6-9-1981  | 2ª          |
| 1980     | 48"88 | Mosca     | 28-7-1980 | 1ª          |
| 1979     | 48"60 | Torino    | 4-8-1979  | 1ª          |
| 1978     | 48"94 | Praga     | 31-8-1978 | 1ª          |
| 1976     | 50"19 | Berlino   | 10-7-1976 | 4ª          |

## Palmarès

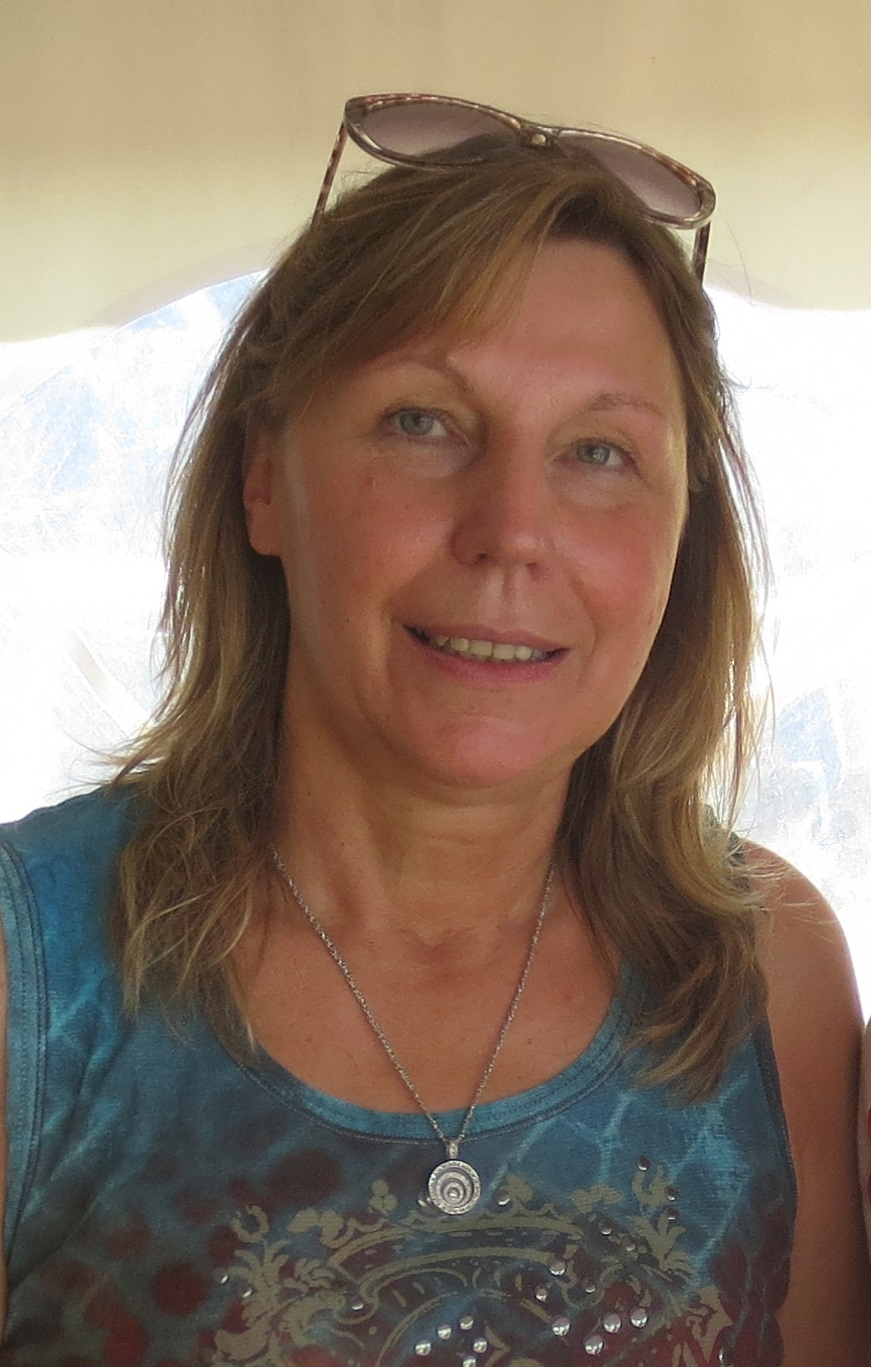
Marita Koch nel 2013.

| Anno | Manifestazione  | Sede              | Evento      | Risultato        | Prestazione | Note                          |
| ---- | --------------- | ----------------- | ----------- | ---------------- | ----------- | ----------------------------- |
| 1976 | Giochi olimpici | Montréal          | 400 m piani | Quarti di finale | 51"87       |                               |
| 1977 | Europei indoor  | San Sebastián     | 400 m piani | Oro              | 51"14       | Record dei campionati         |
| 1978 | Europei         | Praga             | 400 m piani | Oro              | 48"94       | Record mondiale               |
| 1978 | Europei         | Praga             | 4×400 m     | Oro              | 3'21"20     | Record dei campionati         |
| 1979 | Europei indoor  | Vienna            | 60 m piani  | Argento          | 7"19        |                               |
| 1979 | Universiadi     | Città del Messico | 200 m piani | Oro              | 21"91       | Record delle Universiadi      |
| 1980 | Giochi olimpici | Mosca             | 400 m piani | Oro              | 48"88       | Record olimpico               |
| 1980 | Giochi olimpici | Mosca             | 4×400 m     | Argento          | 3'20"35     |                               |
| 1981 | Europei indoor  | Vienna            | 50 m piani  | Bronzo           | 6"19        |                               |
| 1982 | Europei         | Atene             | 400 m piani | Oro              | 48"16       | Record mondiale               |
| 1982 | Europei         | Atene             | 4×400 m     | Oro              | 3'19"05     | Record mondiale               |
| 1983 | Europei indoor  | Budapest          | 200 m piani | Oro              | 22"39       | Record dei campionati         |
| 1983 | Mondiali        | Helsinki          | 100 m piani | Argento          | 11"02       |                               |
| 1983 | Mondiali        | Helsinki          | 200 m piani | Oro              | 22"13       |                               |
| 1983 | Mondiali        | Helsinki          | 4×100 m     | Oro              | 41"76       |                               |
| 1983 | Mondiali        | Helsinki          | 4×400 m     | Oro              | 3'19"73     |                               |
| 1985 | Mondiali indoor | Parigi            | 200 m piani | Oro              | 23"09       | Miglior prestazione personale |
| 1985 | Europei indoor  | Il Pireo          | 200 m piani | Oro              | 22"82       |                               |
| 1986 | Europei indoor  | Madrid            | 200 m piani | Oro              | 22"58       |                               |
| 1986 | Europei         | Stoccarda         | 400 m piani | Oro              | 48"22       |                               |
| 1986 | Europei         | Stoccarda         | 4×400 m     | Oro              | 3'16"87     | Record dei campionati         |

## Altre competizioni internazionali
1977
- Coppa Europa di atletica leggera ( Helsinki)

1979
- Coppa Europa di atletica leggera ( Torino)
- Oro in Coppa del mondo ( Montréal), 400 m piani - 48"97

1981
- Coppa Europa di atletica leggera ( Zagabria)

1983
- Coppa Europa di atletica leggera ( Londra)

1985
- Oro in Coppa del mondo ( Canberra), 200 m piani - 21"90
- Oro in Coppa del mondo ( Canberra), 400 m piani - 47"60

1986
- Oro alla Grand Prix Final ( Roma), 400 m piani - 49"17

## Riconoscimenti
- Atleta dell'anno dell'atletica leggera
  - 1978-1979-1982-1985
- Atleta dell'anno della Germania Est:
  - 1978-1979-1982-1983-1985
- United Press International Athlete of the Year Award
  - 1979-1982